# Зеневич, Лариса Ивановна
Лариса Ивановна Зеневич (род. 21 ноября 1946 года, Минск) — художница-постановщица, режиссёр анимационного кино, станковый график, иллюстратор, живописец. Член Союза художников СССР (1975), Союза кинематографистов СССР (1989), Творческого союза художников России (2006), член Комиссии анимационного кино при Союзе кинематографистов РФ.
Московская художница, представительница советского андеграунда и нонконформизма, ученица Льва Кропивницкого, участница литературно-художественной группы «Мансарда» (Лев Кропивницкий, Константин Герасимов, Владимир Тучков, Мэльд Тотев, Генрих Сапгир, Марк Уральский и др.). Одна из авторов одноимённого альманаха под редакцией Л. Е. Кропивницкого.

## Биография
Родилась в г. Минске в семье филологов. Училась в художественной школе № 1 г. Минска. С 1966 по 1972 г. — художественный факультет ВГИК (мастерская И. П. Иванова-Вано). В 1972 г. окончила курсы режиссуры при ВГИКе. Попала по распределению в Минск, в отдел мультипликации киностудии «Беларусьфильм».
В 1973 г. вместе с мужем Владимиром Пименовым, как художница-постановщица, поставила мультипликационный фильм «Мальчик и птица», который сразу положили «на полку» под предлогом того, что советский зритель такую картину «не поймет». Много и плодотворно, ещё со студенческой скамьи работала в книжной графике, проиллюстрировав более двух десятков книг, среди которых сказки Г.-Х.Андерсена и братьев Гримм, русские народные сказки, произведения А. П. Чехова, В. А. Каверина, В. В. Бианки, В. А. Осеевой и др. Не оставляла занятий живописью, вела активную выставочную деятельность. С 1975 года в составе творческих групп неоднократно стажировалась во Всесоюзном Доме творчества «Сенеж», где освоила техники литографии и офорта.
В 1979 переехала в Москву, работала на «Союзмультфильме» (1979—1989 гг.). Как художница-постановщица кукольного отделения «Союзмультфильма», поставила порядка десяти мультипликационных фильмов, в том числе такие культовые ленты, как «Большой подземный бал» (1987), «Балаган» (1981), «Черно-белое кино» (1984) и др. Работала с известными режиссёрами анимационного кино — Станиславом Соколовым, Владимиром Данилевичем, Идеей Гараниной и др. С 2001 г. — художница фильма «Шинель» студии Юрия Норштейна. Живёт и работает в Москве.
Работы Ларисы Зеневич представлены в собраниях многих российских и зарубежных музеев, в том числе в Музее Гарсиа Лорки в Гранаде (Испания), а также в частных собраниях России, Франции, Австрии, Греции (Коллекция Костаки), Германии, Финляндии, Польши, США, Канады, Испании и т. д.

## Личная жизнь
Первый муж — Владимир Сергеевич Пименов (01.02.1941 г., г. Зарайск), Народный художник РФ (2002), второй муж — Александр Борисович Жуковский (19.11.1933, г. Москва — 16.11.1999, там же), кинооператор студии Ю. Б. Норштейна, Лауреат Государственной премии СССР (1979), Заслуженный деятель искусств РСФСР (1990).

## Фильмография

### Режиссёр
- 1987 — «Щенок и старая тапочка» совм. с В. П. Данилевичем

### Художница-постановщица
- 1973 «Мальчик и птица»
- 1981 «Балаган» совм. с Е. А. Ливановой
- 1984 «Черно-белое кино» совм. с Е. А. Ливановой
- 1986 «Мышонок и красное солнышко»
- 1987 «Щенок и старая тапочка»
- 1987 «Большой подземный бал» совм. с Е. А. Ливановой
- 1988 «Мы идем искать»
- 1989 «Античная лирика»

### Фильмы о Л.Зеневич и с её участием
- 2000 «Острова. Александр Жуковский»[3].
- 2007 «Лирическое отступление. Весна Ларисы Зеневич»[4].
- 2012 «Город ангелов или частная жизнь художника Пименова»[5].

## Награды
- «Чёрно-белое кино»
  - МКФ анимационных фильмов в Загребе (Первая премия в категории фильмов продолжительностью свыше 12 минут, 1985)
  - МКФ Cinanima в Эшпиньо, Португалия (Первый приз, 1985)
  - МКФ анимационных фильмов в Хиросиме, Япония (Второй приз в категории фильмов от 15 до 30 минут, 1985)
- Золотая медаль ТСХ РФ (2011); Почётная грамота Министра культуры РФ; Почётная грамота Министра культуры Московской области.

## Выставки
С 1967 года Л. Зеневич — участница московских, групповых, зональных, республиканских, всесоюзных, зарубежных и международных выставок с работами в разных техниках: рисунок, акварель, литография, живопись, офорт (до 1988 года, в основном, как станковый график, после — как живописец). Всего провела более 30 персональных выставок в России и за рубежом.

### Персональные
- 1989 — Галерея «На Каширке» (Москва); Галерея «Александр» (Париж, Франция).
- 1992 — Галерея «Экспресс-авангард» (Вена, Австрия).
- 2001 — Выставочный зал ЦДРИ (Москва); Подольский выставочный зал (Подольск, МО).
- 2007 — «Галерея на Солянке» (Москва).
- 2011 — Рязанский государственный областной художественный музей имени И. П. Пожалостина (Рязань); Арт-галерея «Лига» (Коломна); Арт-галерея «Палитра N» (Москва); Министерство культуры Московской области (Москва).
- 2013 — к/т «Звезда» (Москва).
- 2016 — Государственный историко-архитектурный, художественный и археологический музей «Зарайский Кремль».
- 2023 — Ступинская художественная галерея «Ника» (совместно с В.Пименовым).

### Групповые
- 1971 — Московская молодёжная выставка.
- 1988 — Галерея «На Каширке»; Выставочный зал Пролетарского района. Ныне - Галерея «Пересветов переулок» (все - Москва).
- 1990 — Галереи «Соло»; «Арт-модерн» (все - Москва).
- 1991 — Палаццо Арт Медиа (Рим); «Дни Москвы» (Чикаго, США).
- 1992 — ЦДХ (Москва); Международный центр торговли (Москва).
- 1993 — Галерея «Файн Арт» (Москва).
- 1994 — Галерея «Юнея» (Москва).
- 2000 — Подольский выставочный зал (Подольск, МО).
- 2008 — Подольский выставочный зал (Подольск, МО).
- 2010 — Музей истории молодёжного движения (Рязань).
- 2013 — Галерея «Беляево» (Москва) — Выставка номинантов ТСХ России.
- 2014 — Арт-галерея «Лига» (Коломна).
- 2015 — Галерея «Марис-Арт» (Пермь).

А также выставки в галереях ФРГ (Берлин, 1993), Польши, Финляндии (Тампере, 1993), Индии, Японии и т. д.

## Работы находятся в собраниях
- Вятский художественный музей имени В. М. и А. М. Васнецовых (Киров)
- Государственный историко-культурный и природный музей-заповедник «Хмелита» (Хмелита, Смоленская обл.)
- Государственный литературный музей (Москва)
- Государственный музейно-выставочный центр «РОСИЗО» (Москва)
- Дальневосточный художественный музей (Хабаровск)
- Историко-архитектурный, художественный и археологический музей «Зарайский Кремль» (Зарайск)
- Историко-художественный музей (Луховицы МО)
- Касимовский историко-культурный музей-заповедник (Касимов)
- Музей истории молодёжного движения (Рязань)
- Национальный художественный музей Республики Беларусь (Минск)
- Павловский историко-художественный музей им. Г. Ф. Борунова (Алтайский край)
- Рязанский государственный областной художественный музей имени И. П. Пожалостина (Рязань)
- Чувашский государственный художественный музей (Чебоксары)
- Урюпинский художественно-краеведческий музей (Урюпинск)
- Centro Federico García Lorca, Granada (Andalusia)